# Bell XP-52
Bell XP-52 (Bell Model 16) – projekt amerykańskiego samolotu myśliwskiego opracowanego przez firmę Bell Aircraft.

## Historia

### Geneza
Samolot powstał na rozpisany w 1939 przez USAAC konkurs Request for Data R-40C na nowoczesny samolot myśliwski o wymaganej prędkość maksymalnej przynajmniej 683 km/h, a pożądanej przynajmniej 845 km/h. W odpowiedzi na RfD powstały takie samoloty jak Bell XP-52, Vultee XP-54 Swoose Goose, Curtiss-Wright XP-55 Ascender i Northrop XP-56 Black Bullet.

### Projekt
Jednym z projektów powstałych na RfD był zaprojektowany już wcześniej w zakładach Bella Model 16.
Pod koniec 1940 zamówiono prototyp Modelu 16, który otrzymał oznaczenie XP-52, ale 25 listopada 1941 zamówienie zostało anulowane na rzecz bardziej obiecującego Bell XP-59 oraz z powodu nie rozpoczęcia produkcji planowanego dla tego samolotu silnika.

## Konstrukcja
Bell Model 16 był jednosilnikowym samolotem myśliwskim z kadłubem dwubelkowym. Kabina pilota i silnik w układzie pchającym znajdowały się w centralnej gondoli, która znajdowała się pomiędzy podwójną belką ogonową. Silnik napędzał dwa trzypłatowe śmigła przeciwbieżne. Jednostką napędową samolotu miał być silnik Continental XIV-1430. W samolocie po raz pierwszy zastosowano rozwiązanie, które przyjęło się dopiero później w samolotach odrzutowych – wlot powietrza do chłodzenia silnika umieszczono w nosie samolotu. Uzbrojenie miało się składać z dwóch działek 20 mm w dziobie oraz z sześciu karabinów maszynowych 12,7 milimetrów (po trzy przy nasadach skrzydeł).